# Член предложения
Член предложе́ния — синтаксическая функция слов и словосочетаний в предложениях, а также грамматически значимый элемент предложения. При синтаксическом разборе предложение расчленяется на эти элементы.
В синтаксисе предложения принято делить на части, эти части образуют небольшое множество грамматических классов — членов предложения. Член предложения определяется и опознаётся по той функции, которую он выполняет в составе предложения. Понятие членов предложения предполагает особый уровень синтаксических единиц, промежуточный между семантической (смысловой) структурой предложения и формальными признаками его компонентов — морфологическими.
Деление предложения на части, обладающие повторяющимися пучками общих свойств, является традиционным и крайне практичным методом для описания его структуры: используя знания о структурном членении предложений, лингвисты вели описания тысяч языков. Хотя в различных языках имеются свои вариации членов предложения с различными наименованиями, обычно члены предложения делятся на главные и второстепенные. Главные образуют грамматическую основу предложения и находятся в предикативном отношении, второстепенные дополняют и уточняют их. Члены предложения в русском языке имеют свои вариации в английском языке.
Главные члены предложения:
- Подлежащее (субъект) — отвечает на вопросы кто? что?
- Сказуемое (предикат) — отвечает на вопросы что делает предмет (или лицо)?, что с ним происходит?, каков он?, что он такое?, кто он такой? В русском языке логическая сторона сказуемого была отделена в предикат[2].

Второстепенные члены предложения:
- Определение (атрибут) — обозначает признак предмета. Отвечает на вопросы: какой? чей? какая? какое? какие?
- Обстоятельство (адвербиал) — обозначает время, место, способ действия. Отвечает на вопросы: где? когда? куда? откуда? почему? зачем? как?
- Дополнение (объект) — обозначает предмет. Отвечает на вопросы косвенных падежей существительных: кого? чего? кому? чему? что? кем? чем? о ком? о чём?.